# Xysticus periscelis
Xysticus periscelis is een spinnensoort uit de familie van de krabspinnen (Thomisidae).
De wetenschappelijke naam van de soort werd in 1908 gepubliceerd door Eugène Simon.